# These Words (Angela Aki)
These Words è l'album di debutto di Angela Aki, pubblicato il 4 gennaio del 2000. L'album è completamente in inglese e richiama il genere di Tori Amos e Fiona Apple. La creazione e la pubblicazione dell'album è accreditata a Tony Alany.

## Tracce
1. I'll Fall
2. We Dance
3. 100 Ways
4. April Sun
5. Funny Dreamers
6. Roshini's Song
7. Perfectly Happy There
8. Your Voice
9. Peace To
10. Magic
11. Hidden Track (Come Home to Me)